# Debbie Cameron
Debbie Cameron (født 14. september 1958 i Miami, Florida) er en amerikansk performer og musikalsk multitalent med karriere i både Danmark og udlandet. Hun er sammen med broderen, sanger og korleder Steve Cameron barn af jazz- og gospel-sangeringen Etta Cameron.
Debbie Camerons karriere startede i 1976, da hun fik en udmærkelse som årets "Mest Lovende Elev" på University of Miamis musikskole. Her tog Debbie Cameron en bachelorgrad i klassisk sang og musikteori. Blandt hendes lærere på universitetet var musikere, der senere blev verdenskendte som medlemmer af fusionsjazz-bandet Weather Report.
Kun 17 år gammel og gravid med sønnen Jivin Cameron kom hun i 1976 til Danmark, hvor hendes mor boede. Forholdet til moderen havde gennem barndommen flere gange været påvirket af langvarige afbrydelser under moderens turnéliv. Værst da moderen i hele fem år fra 1967 til 1972 var ufrivilligt strandet i DDR, hvor hun var blevet frastjålet sine udrejsepapirer.
I Danmark begyndte Debbie Cameron hurtigt at optræde som en del af den legendariske jazzscene omkring Jazzhus Montmartre – bl.a. sammen med artister som Ben Webster og Dexter Gordon. Karakteristisk for hendes betydelige, musikalske spændvidde – og appetit – slog hun sig samtidig løs på både Dansktop- og disco-scenerne.

## Melodi Grand Prix m.m.
Debbie Cameron vandt sammen med Tommy Seebach det danske Melodi Grand Prix i 1981 med hele 441 ud af 500 opnåelige stemmer. Seebachs komposition Krøller eller ej repræsenterede derefter Danmark ved Eurovision Song Contest i Irland. Allerede to år før havde Debbie Cameron imidlertid kæmpet for de danske farver i Israel, da hun sang kor til Disco Tango, også med Tommy Seebach i samme konkurrence.
Krøller eller ej sluttede i Dublin som nr. 11 med 41 point. 29 år senere – i bogen Tommy - en biografi – afslørede Debbie Cameron, at der bag kulissen var tegn på aftalt spil. For at sikre en engelsk sejr chikanerede de engelsksindede sceneteknikere nemlig bevidst nogle af årets øvrige bedre bidrag fra bl.a. Danmark og Israel. En højtstående BBC-chef bekræftede dengang sabotagen af lyd- og lysforhold direkte overfor Debbie Cameron.
I kølvandet på Melodi Grand Prix-sejren var Debbie Cameron i 1983-1984 sammen med Jarl Friis-Mikkelsen vært for DRs store programsatsning i lørdagsunderholdningen, Natuglen. Programmerne introducerede bl.a. Brødrene Øbberbøv og blev som koncept en direkte forløber for bl.a. Eleva2ren på TV2 få år senere. Debbie Cameron optrådte foruden som vært også selv i programmet med forskellige sang- og dansenumre. Hun blev endvidere krediteret som programmets koreograf.
I 1985 optrådte hun i filmen Hodja fra Pjort.

## Travle år – ude og hjemme
Efter nogle særdeles travle og ikke mindst offentlige år, fik Debbie Cameron behov for at beskytte sig selv mere og træde et skridt tilbage fra den danske kendis-scene. Hun ønskede samtidig at koncentrere sit arbejde omkring sine musikalske rødder indenfor gospel, R&B og jazz. Som freelancer og med en lille lejlighed i Lyngby ved København som sin base arbejdede hun derfor mere og mere i udlandet, hvor hun bl.a. påtog sig opgaver som studiemusiker, producer, kordirigent og musikskoleunderviser.
I Tyskland var hun medlem både af techno-bandet Sash! (leadvokal] og heavy rock-bandet Stolz der Strasse (bassist). I Tyskland har hun også produceret flere amerikanske kunstnere og dirigeret tre gospelkor – bl.a. Storeman Singers i Hamburg med 300 medlemmer.
Herhjemme har Debbie Cameron bl.a. undervist i sangteknik på Rytmisk Musikkonservatorium og engageret sig i Copenhagen Jazz Festival. Blandt hendes privatelever tælles f.eks. sangeren og skuespilleren Peter Frödin.
De senere år har Debbie Cameron desuden genoptaget et mere aktivt sceneliv rundt om i Danmark, hvor hun bl.a. har optrådt med Debbie Cameron/Marc Bernstein Band og Tommy Seebach Show.

## Diskografi

### Album
- New York Date – 1999
- Be With Me, med bl.a. Ben Besiakov, Moussa Diallo, Bob Mintzer og Othello Molineaux – 1996
- Debbie Cameron – 1983
- Maybe We, med bandet Buki Yamaz – 1979
- Brief Encounter, duet, med Richard Boone – 1978

### Singler
- Call Me Tonight – 1984
- Sideshow – 1984
- You To Me Are Everything/Glad That it's Over med Plateau – 1984
- Greenback Dollar/I don't want to see you cry – 1983
- Krøller eller ej med Tommy Seebach – 1981
- So-Le-La – 1981
- I See The Moon/Stuck on you med Tommy Seebach – 1980
- Copenhagen med Seebach Band – 1979
- Game of My Life
- Accepted By Society
- Jeg en gård mig bygge vil
- Stuck On You
- Boogie Woogie Rendez-Vous
- Someday Baby

### Soundtrack
- Soundtrack til filmen Den eneste ene – 1999